# 에스테스 키포버
캐리 에스테스 키포버(Carey Estes Kefauver, /ˈɛstɪs ˈkiːfɔːvər/,
1903년 7월 26일~1963년 8월 10일)는 테네시주 출신의 미국 정치인이다. 민주당 소속으로 1939년부터 1949년까지 미국 하원 의원으로, 1949년부터 1963년 사망할 때까지 미국 상원 의원으로 재직했다. 키포버는 1952년 민주당 대통령 후보 경선에서 승리했지만, 전당대회에서 후보로 지명되지는 못했다.
1950년대 초 조직범죄에 대한 많은 홍보가 이루어진 조사를 이끈 후, 그는 두 차례 미국 대통령 후보 지명을 위해 당내 경선에 참여했다. 1956년에는 민주당 전당대회에서 대통령 후보 애들레이 스티븐슨의 러닝메이트로 선정되었다. 스티븐슨-키포버 러닝메이트가 아이젠하워-닉슨 러닝메이트에게 패배한 후에도 키포버는 미국 상원의원직을 유지했다. 키포버는 1957년 미국 상원 반독점 및 독점 소위원회 위원장으로 지명되었으며, 사망할 때까지 위원장직을 수행했다.

## 어린 시절

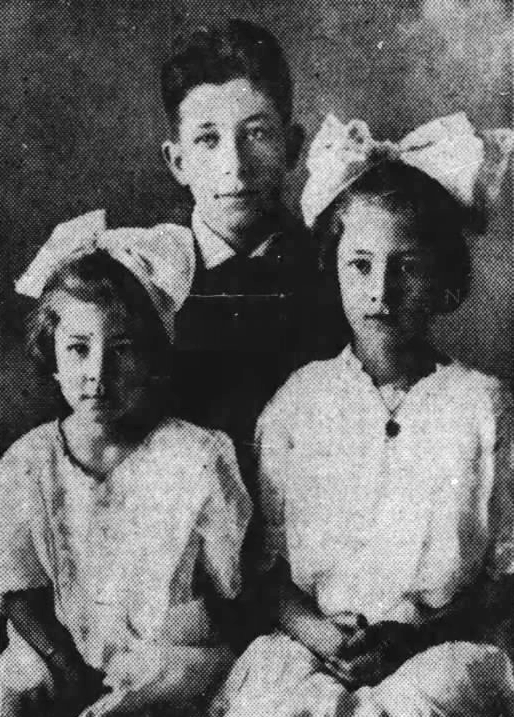
1913년 10세의 에스테스 키포버와 그의 두 여동생

캐리 에스테스 키포버는 테네시주 매디슨빌에서 지역 철물상 로버트 쿡 키포버와 아내 프레도니아 브래드포드 에스테스의 아들로 태어났다. 키포버는 그의 아버지가 고향의 시장으로 재직하면서 어린 나이부터 정치에 입문했다. 키포버의 아버지는 1958년 87세로 사망할 때까지 아들의 선거 운동을 적극적으로 돕는 열정적인 조력자였다.
키포버는 테네시 대학교에 입학하여 1924년에 인문사회 학사 학위를 받았다. 대학 풋볼팀에서 태클과 가드로 뛰었다. 또한 1년 동안 핫스프링스 고등학교에서 수학을 가르치고 풋볼 코치를 역임한 후 예일 로스쿨에 진학하여 1927년에 LL.B. 우등으로 졸업했다.
키포버는 다음 12년 동안 채터누가에서 법률을 실무했으며, 쿡, 스와니 & 쿡 법률사무소에서 시작하여 사이저, 챔블리스 & 키포버의 파트너가 되었다.
1935년 키포버는 채터누가 친척 방문 중 만났던 영국계 미국인 엔지니어 스티븐 피곳 경의 딸 낸시 피곳(1911년 1월 21일 영국 덤바턴셔 헬렌즈버러 출생)과 결혼했다. 글래스고 스쿨 오브 아트를 졸업하고 예술가로서의 경력을 쌓아가던 그녀는 결혼 후 방향을 바꿔 남편의 선거 운동을 부지런하고 효과적으로 도왔다. 부부는 네 명의 자녀를 키웠으며, 그 중 한 명은 입양했다. 낸시 키포버는 1967년 11월 20일에 사망했다.
채터누가 뉴스 변호사로서의 역할에 자극받아 키포버는 지역 정치에 관심을 가지게 되었고 1938년 테네시주 상원 의원 선거에 출마했다. 키포버는 패배했지만 1939년 새로 선출된 주지사 프렌티스 쿠퍼 밑에서 재무 및 세금 위원으로 두 달을 보냈다. 채터누가를 포함하는 테네시주 제3하원선거구의 의원 샘 D. 맥레이놀즈가 1939년 사망하자, 키포버는 하원에서 그의 후임으로 선출되었다.

## 정치 경력

### 미국 하원의원
키포버는 민주당 소속으로 미국 하원 의원에 5선 당선되었다. 프랭클린 D. 루스벨트 대통령 재임 기간 하원 의원이었던 키포버는 대부분 보수주의자였던 테네시 의회 대표단의 다른 민주당원과는 달리, 대통령의 뉴딜 정책의 강력한 지지자가 되면서 차별화되었다. 특히 그는 논란이 많았던 테네시강 유역 개발 공사를 지지했으며, 테네시 상원의원 케네스 맥켈라가 이 기관에 대한 정치적 통제권을 얻으려는 노력을 성공적으로 저지한 것으로 가장 잘 알려져 있다.
하원 의원으로서 "키포버는 미국 내 경제력 집중 증가에 대한 우려를 표명하기 시작했으며," 입법 활동의 대부분을 의회 개혁과 독점 금지 조치에 집중했다. 키포버가 의장을 맡았던 위원회 중 하나는 1946년 미국 비즈니스계의 경제 집중을 조사한 하원 소기업 특별 위원회였다. 같은 해, 키포버는 클레이턴 반독점법의 허점을 막는 법안도 발의했다.
1948년 5월 《아메리칸 이코노믹 리뷰》에 실린 기사에서 키포버는 법무부의 반독점국과 연방거래위원회에 더 많은 인력과 자금을 배정하고, 대기업을 기소하기 더 쉽게 만드는 새로운 법안을 제정하며, 독점의 위험성을 더 많이 홍보해야 한다고 제안했다.
1950년대 중반 텔레비전과 비행 청소년에 대한 키포버의 조사는 1960년대 초 훨씬 더 집중적인 조사로 이어졌다. 새로운 조사는 청소년 폭력에 대한 대중의 우려가 커지고 이러한 행동이 폭력적인 텔레비전 프로그램과 관련될 가능성이 있다는 점 때문에 시작되었다.
이러한 진보적인 입장은 키포버가 1948년 미국 상원 민주당 후보 지명을 모색했을 때 전 미국 하원의원이자 멤피스 시장이며 테네시주 민주당의 보스였던 E. H. 크럼프와 직접적인 경쟁을 하게 만들었다. 예비선거에서 크럼프와 그의 동맹은 키포버를 "동조자"이며 라쿤처럼 교활하게 "분홍색 공산주의자를 위해 일한다"고 비난했다. 텔레비전으로 중계된 멤피스 연설에서 이러한 비난에 대해 키포버는 라쿤 모자를 쓰고 "나는 애완 라쿤일 수도 있지만, 크럼프 보스의 애완 라쿤은 아니다"라고 자랑스럽게 선언했다.
상원에 당선되기 위해 키포버는 1948년 민주당 예비선거에서 현직 톰 스튜어트를 꺾었다. 키포버는 멤피스 프레스사이미터의 영향력 있는 편집자 에드워드 J. 미맨의 지지를 받았는데, 그는 오랫동안 크럼프 조직의 부패와 멤피스 정치에 대한 억압에 맞서 싸웠다. 예비선거와 본선거 모두에서 승리한 후, 그는 라쿤 모자를 자신의 상징으로 삼고 이후 모든 선거 운동에서 착용했다. 그는 언론인 드루 스미스에게서 이 모자를 받았다.
키포버는 그의 노골적인 자유주의적 견해로 테네시 정계에서 독특한 존재였으며, 이는 주 내에서 그에 대한 영구적인 반대 세력을 형성했다. 키포버의 성공은 그의 자유주의적 견해에도 불구하고, 주 내의 반크럼프 정서의 초점 역할을 했던 일관된 자유주의 신문인 더 테네시안의 지지에 크게 좌우되었다. 그의 유권자 중에는 그의 견해보다 훨씬 덜 자유주의적이었지만, 그의 성실함을 존경했던 많은 저명한 시민이 포함되었다.
크럼프 조직의 반대에도 불구하고 키포버는 민주당 후보 지명을 얻었는데, 당시에는 민주당 후보 지명이 테네시에서 선거 승리와 다름없었다. 그의 승리는 주 전체 정치에서 크럼프 조직의 영향력 종말의 시작으로 널리 여겨진다.
상원에 입성한 키포버는 소비자보호법과 반독점 법안을 위한 십자군으로서 이름을 알리기 시작했다. 민권 문제에 대해서는 양가적인 입장을 보였는데, 그는 나중에 인종 통합이라는 개념에 적응하는 데 어려움이 있었다고 인정했으며, 1960년에는 투표권 소송에서 흑인 고발인에 대한 반대 심문을 허용하는 데 마지막까지 찬성했다. 이러한 사실에도 불구하고 키포버는 일반적으로 민권 운동을 지지했고, 당시 남부에서 자유주의적으로 여겨지던 조직 노동 운동 및 기타 운동을 일관되게 지지했다.

### 미국 상원

#### 개요
1948년 미국 상원의원에 선출된 후, 키포버는 기업이 경쟁사의 자산을 매입하는 것을 허용했던 허점을 막는 클레이턴 법 개정안인 1950년 셀러-키포버 법을 미국 상원에서 통과시켰다. 1957년부터 1963년까지 그의 미국 상원 반독점 및 독점 소위원회는 미국 경제에서 산업별 집중도를 조사했으며, 철강, 자동차, 빵, 제약 산업의 독점 가격을 폭로하는 보고서를 발표했다. 1963년 5월, 키포버의 소위원회는 독점화된 미국 산업 내에서는 더 이상 실제 가격 경쟁이 존재하지 않으며, 제너럴 모터스를 경쟁사로 분할할 것을 권고했다.
키포버의 반독점 및 독점 소위원회는 또한 1959년부터 1963년까지 제약 산업에 대한 청문회를 개최하여 그의 가장 유명한 입법적 성과인 1962년 키포버-해리스 의약품법 제정으로 이어졌다. 키포버는 미국 제약회사가 미국 소비자를 희생시키면서 과도한 이익을 취하는 것에 충격을 표명했다. 키포버의 미국 제약 산업 청문회에서 밝혀진 내용 중 일부는 다음과 같다.
"증인은 미국의사협회(협회지가 수백만 달러의 의약품 광고를 받아 제약회사 광고의 주장을 쉽게 반박하려 하지 않는 등)의 이해 상충 관계에 대해 증언했다… 제약회사는 저렴한 복제약으로 처방될 수 있는 약품의 상표명 버전을 판매하기 위한 광적인 광고 캠페인에 참여하고 있는 것으로 드러났다. 이러한 경쟁은 이미 시장에 나와 있는 약품보다 개선되지 않았지만, 효과나 안전에 대한 적절한 고려 없이 극적인 돌파구로 선전되는 신약의 마케팅으로 이어졌다."
당시 미국 식품의약국은 효능 기준을 요구하거나 위험을 공개할 수 있는 권한이 제한적이었다. 키포버는 정부의 권한을 지나치게 확대하고, 의사와 환자의 자유를 침해하며, 제약 산업의 생존 가능성을 위협한다는 비난을 받았다. 그의 법안은 실패할 가능성이 높았다. 그러나 1961년 말, 유럽과 호주 의사는 팔다리 기형을 가지고 태어난 아이들의 유행이 임산부에게 대량으로 판매되던 탈리도마이드 사용으로 인해 발생했다고 보고했다.
이러한 입장은 그의 주 당내 조직으로부터 그 어느 때보다 더 큰 인기를 잃게 만들었으며, 특히 동료 테네시 상원의원 앨버트 고어 시니어, 상원 원내대표 텍사스의 린든 B. 존슨과 함께 1956년 소위 남부 선언문에 서명하지 않은 유일한 세 명의 남부 상원의원 중 한 명이 된 후 더욱 그러했다. 그는 상원에 대한 인기 있는 설명에서 필리버스터에 대한 반대와 주권에 대한 완벽하지 못한 방어 때문에 남부 코커스에서 제외된 남부 상원의원으로 언급되었다.
사실, 이러한 인기 없는 입장은 그의 고루한 성향과 함께 다른 상원의원으로부터도 많은 적대감을 얻었으며, 한 민주당 내부자는 그를 "의회에서 가장 미움받는 남자"라고 불렀다.
키포버는 또한 외설적인 출판물과 포르노그래피를 대상으로 하는 청문회를 이끌었다. 그의 표적 중에는 핀업 걸인 베티 페이지와 그들을 다룬 잡지들이 포함되었다.

#### 키포버 위원회
1950년, 키포버는 조직범죄를 조사하는 미국 상원 위원회를 이끌었다. 공식적으로는 상원 주간 상업 범죄 조사 특별 위원회로 알려진 이 위원회는 통칭 키포버 위원회 또는 키포버 청문회로 불렸다. 이 위원회는 14개 도시에서 청문회를 개최하고 600명 이상의 증인으로부터 증언을 들었다. 증인 중 상당수는 윌리 모레티, 조 아도니스, 프랭크 코스텔로와 같이 잘 알려진 이름의 고위 범죄 보스들이었는데, 코스텔로는 심문 도중 자신의 얼굴이 촬영되는 것을 거부하고 크게 홍보된 퇴장극을 벌여 유명해졌다. 또한 여러 정치인도 위원회에 출석하여 경력이 망가졌다. 이 중에는 뉴저지 전 주지사 해럴드 G. 호프만과 뉴욕 시장 윌리엄 오드와이어가 있었다.
많은 미국인이 처음으로 텔레비전을 구매하던 시기에 생중계된 위원회의 청문회는 키포버를 전국적으로 유명하게 만들었으며, 많은 미국인에게 마피아로 알려진 범죄 조직의 개념을 처음으로 소개했다. 사실, 1951년에 키포버는 새로운 게임 쇼인 《왓츠 마이 라인?》에 유명 게스트로 출연하여 청문회에 대해 패널과 잠시 논의했는데, 이는 초기 텔레비전 시청자 사이에서 이 청문회가 얼마나 인기가 있었는지를 보여준다.
청문회는 키포버의 정치적 전망을 높였지만, 민주당 원내대표 스코트 루카스의 12년간의 상원 경력을 끝내는 데 일조했다. 1950년 재선에서 전 일리노이 대표 에버릿 덕슨과의 치열한 경쟁에서 루카스는 키포버에게 선거일 이후까지 시카고 경찰 스캔들에 대한 조사를 보류해 달라고 촉구했지만, 키포버는 이를 거부했다. 선거 전날 도난당한 비밀 위원회 문서의 공개는 쿡군에서 민주당에 손해를 입혔고, 루카스의 선거 패배를 가져왔으며, 덕슨을 상원 원내대표를 물리친 인물로 전국적으로 부각시켰다.

#### 1952년 선거

1952년 민주당 예비선거에서 키포버는 세 차례의 경선에서만 패배했지만, 후보 지명을 받지는 못했다.
예비선거 없음
에스테스 키포버
휴버트 험프리
리처드 러셀 주니어
애버럴 해리먼

1952년 대통령 선거에서 키포버는 민주당 대통령 후보 지명을 위해 출마했다. 라쿤 모자를 쓰고 종종 개썰매를 타고 선거 운동을 펼쳤던 키포버는 뉴햄프셔주 대통령 예비선거에서 재임 중인 미국 대통령 해리 S. 트루먼을 물리치는 짜릿한 승리를 거두었다. 트루먼은 이후 재선 도전을 철회했다.
키포버는 1952년 15차례의 예비선거 중 12개 주에서 승리했으며, 두 곳은 "페이보릿 선" 후보에게, 플로리다는 주요 남부 민주당원인 리처드 러셀에게 패배했다. 그는 310만 표를 얻었지만, 최종 1952년 민주당 대통령 후보였던 일리노이 주지사 애들레이 스티븐슨은 78,000표만을 얻었다. 그러나 당시 예비선거가 전당대회 대의원 선출 방법이 아니었다. 키포버는 전당대회에 대의원 과반수 확보에 필요한 수백 표가 부족한 채로 참가했다.
키포버의 선거 운동은 민주당 내에서 대통령 예비 선거 승리가 자동으로 후보 지명으로 이어지지 않는다는 고전적인 사례가 되었다. 키포버는 투표 초반 다른 선언된 후보들보다 훨씬 앞서 나갔음에도 불구하고, 결국 민주당 정치 보스의 선택이었던 스티븐슨에게 후보 지명을 빼앗겼다. 1952년 재선에 출마했던 1선 주지사였던 스티븐슨은 경선 참여 요청을 거부했지만, 전당대회 첫날 그의 웅변적인 기조연설에 힘입어 "스티븐슨 징병" 운동으로 어쨌든 지명되었다. 존 스파크먼이 민주당 부통령 후보로 선정되었다. 스티븐슨은 11월 총선에서 공화당 후보인 드와이트 D. 아이젠하워 장군에게 압도적인 표차로 패배했다.

#### 1956년 선거

1956년 키포버는 주요 예비선거에서 간발의 차이로 패배하여 다시 스티븐슨에게 지명권을 빼았겼다.
예비선거 없음
애들레이 스티븐슨
에스테스 키포버
프랭크 라우셰
존 윌리엄 맥코맥

1956년 스티븐슨/키포버 조는 키포버의 고향 테네시주를 포함한 41개 주에서 패배했다.

1956년, 키포버는 다시 민주당 대통령 후보 지명을 모색했다. 3월 13일 뉴햄프셔 예비선거에서 그는 애들레이 스티븐슨을 21,701 대 3,806으로 물리쳤다. 일주일 후, 키포버는 미네소타 예비선거에서 스티븐슨을 다시 물리쳤고, 스티븐슨의 186,723표에 비해 245,885표를 얻었다. 키포버는 위스콘신 예비선거에서도 승리했다.
1956년 4월까지는 키포버가 4년 전 예비선거에서 보여준 화려한 성과를 재현할 것으로 보였다. 그러나 이번에는 키포버가 스티븐슨뿐만 아니라 전 대통령 트루먼의 지지를 받은 뉴욕 주지사 W. 애버럴 해리먼의 강력한 경쟁에 직면했다.
스티븐슨은 키포버보다 훨씬 더 많은 지지를 얻고 훨씬 더 많은 자금을 모금했다. 그는 오리건, 플로리다, 캘리포니아 예비선거에서 키포버를 물리쳤고, 전체적으로 키포버보다 더 많은 예비선거 표를 얻었다. 캘리포니아 예비선거에서 참패한 후, 키포버는 선거 운동을 중단했다. 민주당 전당대회에서 스티븐슨은 다시 대통령 후보로 지명되었다.
스티븐슨은 그 후 부통령 후보를 직접 선택하는 대신 대의원이 직접 선택하도록 결정했다. 스티븐슨은 매사추세츠의 존 F. 케네디 상원의원을 러닝메이트로 선호했지만, 투표에 어떤 식으로든 영향을 미치려 하지 않았고, 결국 키포버가 부통령 후보로 지명되었다.
스티븐슨은 11월 총선에서 아이젠하워에게 1952년보다 더 큰 격차로 패배했다.

#### 이후 경력
1956년 패배 후, 키포버는 1960년 민주당 후보 지명의 선두 주자로 여겨졌다. 대중의 지지를 더 얻기 위해 키포버는 1957년 스위치블레이드 판매 또는 소지를 연방 차원에서 금지하는 법안을 제안했다. 그는 이 법안에 대한 청문회 시기를 당시 새터데이 이브닝 포스트 및 기타 정기간행물에 실린 비행 청소년 및 갱단에 의한 스위치블레이드 사용에 대한 끔찍한 기사와 일치시켰다. 각 청문회에서 상원의원은 압수된 총검, 참호용 칼, 단검, 스위치블레이드 등 기이한 배열을 전시했으며, 이 모든 것을 언론에 "스위치블레이드 칼"이라고 묘사했다. 그러나 키포버의 스위치블레이드 법안은 키포버와 다른 상원의원들 간의 남은 불화 때문에 실패했다. 1959년, 상원의원은 대통령 후보 지명을 위해 세 번째로 선거 운동을 하지 않을 것임을 밝혔다. 그는 계속해서 미국 상원에서 테네시 대표로 지냈다. 대통령 야망을 포기하면서 그는 상원의원으로서 가장 생산적인 시기를 보냈다. 대중의 시야에선 거의 사라졌지만, 그의 독립성과 여러 중요한 국내외 입법 조치 후원 때문에 양당 의원들로부터 존경을 받았다.
1960년 세 번째 임기를 위한 재선에 출마했을 때, 1956년 남부 선언문 서명을 거부하고 1957년 민권법과 1960년 민권법에 찬성 투표한 후 처음이자 마지막으로 공직에 출마한 시도였는데, 그는 여전히 건재한 당의 인종 분리 지지 세력으로부터 강력한 재지명 반대에 직면했다. 그럼에도 불구하고 그는 민주당 예비선거에서 잭슨의 앤드루 T. 테일러 판사라는 경쟁자보다 거의 두 배의 표를 얻어 결정적으로 승리했다. 키포버는 총선에서 캠던 출신의 공화당 상대 브래들리 프레이저 변호사를 2대 1 이상의 차이로 물리쳤다.

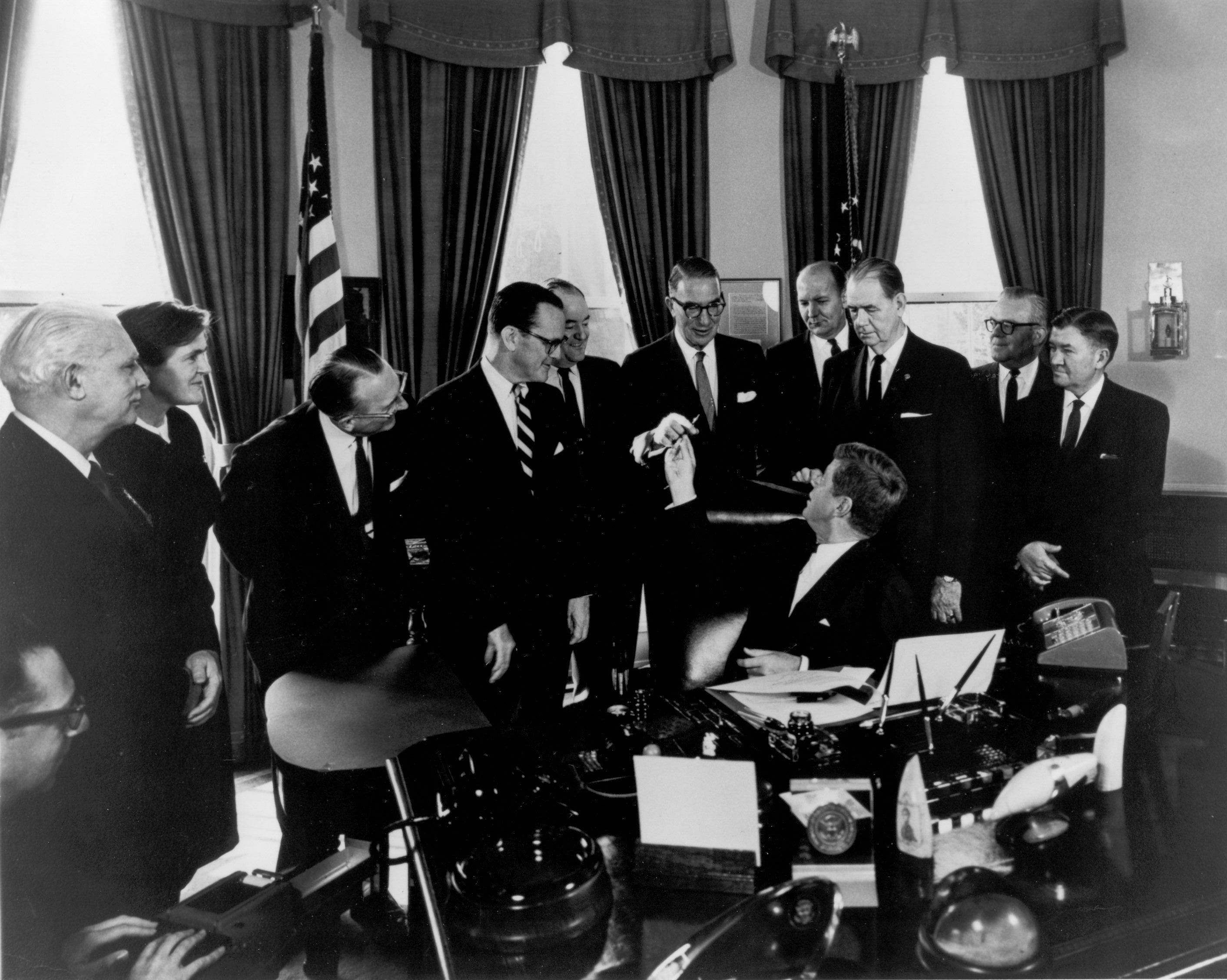
1962년 의약품 관리법에 서명한 후, 존 F. 케네디 대통령이 키포버 상원의원에게 펜을 건네고 있다.

키포버는 미국 수정 헌법 제24조에 찬성표를 던졌다. 1962년, 상원에서 사기꾼 사업가의 주요 적수로 대중에게 알려진 키포버는 결국 키포버-해리스 의약품 관리법으로 통과될 법안을 발의했다. 이 법안은 키포버가 소비자 보호 분야에서 자신의 "최고의 성과"라고 불렀으며, 제약 회사가 의사들에게 제품의 부작용을 공개하고, 특정 기간 동안 특허권을 보유한 후 복제약으로 판매할 수 있도록 하며, 제품이 실제로 효과적이고 안전하다는 것을 요구 시 입증해야 하는 제약 산업에 대한 통제를 부과했다.
키포버-해리스 의약품 관리법에 서명하면서 존 F. 케네디 대통령은 "말씀드리자면, 우리는 키포버 상원의원이 오랜 청문회를 개최하여 이 문제가 대중의 큰 관심사가 되었을 때 매우 효과적인 법안을 마련할 수 있도록 해주신 것에 대해 특별히 감사드린다"고 말했다.

## 사망
1963년 8월 8일, 키포버는 NASA 예산 법안에 반독점 수정안을 포함시키려던 중 상원 회의장에서 "경미한" 심근 경색을 겪었다. 이 수정안은 NASA의 연구 보조금으로 재정적 이득을 얻는 회사에게 연구 비용을 NASA에 상환하도록 요구하는 내용이었다. 발작 이틀 후, 키포버는 대동맥류 파열로 베세즈다 해군 병원에서 잠자는 중에 사망했다. 워싱턴 D.C.에서 추모식이 있은 후, 키포버의 시신은 매디슨빌의 제일 침례교회로 옮겨져 수천 명의 조문객들이 조의를 표했다. 그는 자신의 집 옆 가족 묘지에 안장되었다.
낸시 키포버가 1964년 고인이 된 남편의 상원 의석에 출마할 것이라는 추측이 있었지만, 그녀는 초기에 그러한 생각을 접었다. 테네시 주지사 프랭크 클레멘트는 대신 허버트 S. 월터스를 그 자리에 임명했다. 1963년 11월, 케네디 대통령은 낸시 키포버를 새로운 예술 대사 프로그램의 초대 책임자로 지명했는데, 이는 케네디의 마지막 대통령 임명이었다. 낸시 키포버는 "너무 완벽한 결혼 생활"을 했다고 언급하며 재혼을 고려하지 않았다.
내슈빌의 연방 법원 건물은 그의 이름을 따서 에스테스 키포버 연방 건물 및 미국 법원으로 명명되었다. 테네시 대학교의 도서관 중 하나도 그의 이름을 따서 명명되었으며, 그의 문서들이 그곳에 보관되어 있다. 테네시주 카운스의 픽윅 댐 위 다리는 에스테스 키포버 다리로 명명되었다. 테네시주 매디슨빌의 두 도시 공원 중 하나는 그의 이름을 따서 키포버 공원으로 명명되었고, 키포버 힐즈라는 동네도 있다.

## 선거 이력
1956년 미국 대통령 선거 (부통령직)
| 리처드 닉슨 (R) (현직) 57.4% |
| 에스테스 키포버 (D) 42%      |
| 토머스 워델 (주권당) 0.2%    |

| 에스테스 키포버 테네시주 선거 운동 |                    |                     |         |                          |         |                          |        |      |
| 연도                               | 직책               | 당선자              | 득표율  | 차점자                   | 득표율  | 3위 후보                 | 득표율 | 출처 |
| 1960                               | 미국 상원 (테네시) | 에스테스 키포버 (D) | 594,460 | A. 브래들리 프레이저 (R) | 234,053 |                          |        |      |
| 1954                               | 미국 상원 (테네시) | 에스테스 키포버 (D) | 249,121 | 톰 월 (R)                | 106,971 |                          |        |      |
| 1948                               | 미국 상원 (테네시) | 에스테스 키포버 (D) | 326,032 | B. 캐롤 리스 (R)         | 166,947 | 존 R. 닐 주니어 (I)      | 6,103  |      |
| 1946                               | 테네시-03          | 에스테스 키포버 (D) | 26,779  | 조지 배그웰 (I)          | 2,725   |                          |        |      |
| 1944                               | 테네시-03          | 에스테스 키포버 (D) | 32,497  | 포스터 존슨 (R)          | 11,541  | 어니스트 W. 포스트너 (I) | 3,894  |      |
| 1942                               | 테네시-03          | 에스테스 키포버 (D) | 14,704  | 월터 히긴스 (R)          | 3,831   | 월터 해리스 (I)          | 902    |      |
| 1940                               | 테네시-03          | 에스테스 키포버 (D) | 35,332  | 제롬 테일러 (R)          | 16,099  |                          |        |      |
| 1939                               | 테네시-03          | 에스테스 키포버 (D) | 14,268  | 캐스토 도슨 (R)          | 5,355   | 존 R. 닐 주니어 (I)      | 375    |      |

## 같이 보기
- 미국 상원 특별 주간 상업 범죄 조사 위원회, 일명 "키포버 위원회"
- 미국 상원 소년 비행 소위원회
- 만화 코드 심의국
- 재임 중 사망한 미국 의회 의원 목록 (1950–99)
- 내셔널 램푼 1964년 고등학교 졸업앨범 패러디

## 참고 문헌
- Estes Kefauver: A Political Biography by Joseph Bruce Gorman. (Oxford University Press, 1971.)
- Standing up for the people; the life and work of Estes Kefauver by Harvey Swados. (E.P. Dutton and Company, Inc., 1972. ISBN 0525398724)
- Estes Kefauver, a Biography by Charles L. Fontenoy. (Olympic Marketing, 1980. ISBN 978-0195014815)
- The Kefauver Story by Jack Anderson and Fred Blumenthal. (Dial Press, 1956.)
- Hollywood's Celebrity Gangster. The Incredible Life and Times of Mickey Cohen by Brad Lewis. (Enigma Books: New York, 2007. ISBN 978-1-929631-65-0)
- "Kefauver, Estes" in American National Biography. American Council of Learned Societies, 2000.